# Diastella flexuosocercata
Diastella flexuosocercata is een rechtvleugelig insect uit de familie sabelsprinkhanen (Tettigoniidae). De wetenschappelijke naam van deze soort is voor het eerst geldig gepubliceerd in 1891 door Brunner von Wattenwyl.